# Naturnationalpark
En naturnationalpark er nationalpark, der udelukkende fokuserer på natur. Der er tale om et område i den danske natur, hvor naturen basalt set passer sig selv uden pleje fra mennesker. I disse parker drives der ikke land- eller skovbrug, men der udsættes store dyr til at afgræsse områderne for sikre varieret natur samt bedste betingelser for øvrige dyr og planters liv. Parkerne skal være indhegnede, men fortsat tillade adgang for publikum.
Et flertal i Folketinget vedtog i juni 2020 at sætte gang i forberedelsen af etableringen af to naturnationalparker i henholdsvis Fussingøskovene nær Randers og Gribskov i Nordsjælland. I april 2021 foreslog den socialdemokratiske regering og dens støttepartier at udvide dette til i alt femten naturnationalparker og i første omgang supplere de to allerede vedtagne parker med områder i Almindingen på Bornholm, Stråsø Plantage i Vestjylland samt Tranum Klitplantage i Nordjylland.
Naturstyrelsen under Miljøministeriet står i spidsen for nationalparkerne, som etableres i samarbejde med videnskabsfolk og en række interessenter, både på nationalt og lokalt plan.
Som en del af Finansloven for finansåret 2022 blev det 4. december 2021 vedtaget at etablere to marine naturnationalparker i Øresund og Lillebælt.

## Offentlig debat
Oprettelse af Naturnationalparkerne har medført en heftig debat, især på de sociale medier. Mange føler sig begrænset i deres færden i områderne pga. hegn, men også diskussionen om dyrevelfærd har været ophedet. Alligevel viser en stor undersøgelse i oktober 2022 med godt 10.000 besvarelser, at Et solidt flertal af befolkningen havde en overordnet positiv eller meget positiv holdning til naturnationalparker (sammenlagt 75%)

## De enkelte naturparker
- Naturnationalpark Fussingø er et sammenhængende område på cirka 800 hektar med herregården Fussingø i centrum. Med i parken er også Fussing Sø.[7]
- Naturnationalpark Gribskov er et sammenhængende løvskovsområde på cirka 1100 hektar nord for Hillerød. Denne nationalpark indgår i nationalparken Kongernes Nordsjælland.[8]
- Naturnationalpark Almindingen omfatter cirka 1150 hektar, der primært udgøres af nåle- og løvskov. Ekkodalen ligger i denne park.[9]
- Naturnationalpark Stråsø er på cirka 3500 hektar og består primært af lysåben natur (specielt hede) og nåleskov.[10]
- Naturnationalpark Tranum er på cirka 2600 hektar og består primært af lysåben natur (særligt klit og hede) og nåleskov tæt på Jammerbugten.[11][12]

Naturstyrelsen meddelte 8. september at IUCN (International Union for the Conservation of Nature) har tildelt Naturnationalparkerne Fussingø, Gribskov og Almindingen den internationale nationalparkbetegnelse: forvaltningskategori II Nationalpark, og Naturnationalparkerne Tranum og Stråsø har fået forvaltningskategori “V Beskyttet landskab”.

### Yderligere 10 naturnationalparker præsenteret
24. marts 2022 præsenterede miljøminister Lea Wermelin placeringen af yderligere 10 nye naturnationalparker. Det blev:
- Læsø Klitplantage (Læsø Kommune)[16]
- Hanstholm i Thy (Thisted Kommune)[17]
- Husby Klitplantage i Vestjylland (Holstebro Kommune)[18]
- Kompedal Plantage i Midtjylland (Silkeborg Kommune)[19]
- Mols Bjerge i Djursland (Syddjurs Kommune)[20]
- Nørlund Plantage og Harrild Hede i Midtjylland (Ikast-Brande Kommune og Herning Kommune)[21]
- Draved Skov og Kongens Mose i Sønderjylland (Tønder Kommune)[22]
- Hellebæk Skov og Teglstrup Hegn i Nordsjælland (Helsingør Kommune)[23]
- Bidstrupskovene på Midtsjælland (Lejre Kommune)[24]
- Ulvshale Skov på Møn (Vordingborg Kommune)[25]